# Malpulutta kretseri
Malpulutta kretseri är en fiskart som beskrevs av Deraniyagala, 1937. Malpulutta kretseri ingår i släktet Malpulutta, och familjen Osphronemidae. Inga underarter finns listade i Catalogue of Life.